# 土生栄二
土生 栄二（はぶ えいじ、1962年〈昭和37年〉7月21日 - ）は、日本の厚生・厚生労働官僚。人事官。

## 来歴
1962年（昭和37年）7月21日、福岡県福岡市で生まれる。福岡県立修猷館高等学校を経て、1986年（昭和61年）3月、東京大学法学部を卒業。同年4月、厚生省に入省。
厚生労働省大臣官房総務課企画官、社会・援護局福祉基盤課福祉人材確保対策室長、老健局振興課長、社会・援護局障害保健福祉部障害福祉課長、医政局国立病院課長、医政局総務課長などを歴任。途中、外務省、内閣官房に出向し、在アメリカ合衆国日本国大使館一等書記官、内閣官房内閣参事官（内閣総務官室）、内閣官房内閣審議官（内閣総務官室）、内閣官房内閣総務官（内閣総務官室）などを務めた。
2018年（平成30年）7月31日、内閣官房内閣審議官（内閣官房副長官補付）兼厚生労働省大臣官房総括審議官に就任。
2019年（令和元年）7月9日、厚生労働省大臣官房長に就任。
2020年（令和2年）8月7日、厚生労働省老健局長に就任。
2022年（令和4年）6月28日、内閣官房内閣審議官兼デジタル田園都市国家構想実現会議事務局長に就任。
2024年（令和6年）4月25日、人事官。

## 年譜
- 1985年（昭和60年）10月 - 国家公務員採用Ⅰ種試験（法律）に合格[1]
- 1986年（昭和61年）
  - 3月 - 東京大学法学部を卒業[1][3]
  - 4月 - 厚生省に入省[1]
  - 4月 - 厚生省大臣官房人事課[1]
  - 5月 - 厚生省保険局国民健康保険課[1]
- 1988年（昭和63年）7月 - 厚生省大臣官房政策課[1]
- 1989年（平成元年）4月 - 厚生省大臣官房国際課（同月から1991年4月まで経済協力開発機構に派遣）[1]
- 1991年（平成3年）6月 - 厚生省児童家庭局企画課[1]
- 1993年（平成5年）
  - 4月 - 厚生省生活衛生局食品保健課[1]
  - 7月 - 厚生省生活衛生局食品保健課課長補佐[1]
- 1996年（平成8年）6月 - 在アメリカ合衆国日本国大使館一等書記官[1]
- 1999年（平成11年）7月 - 厚生省児童家庭局企画課課長補佐[1]
- 2000年（平成12年）7月 - 厚生省健康政策局総務課課長補佐[1]
- 2001年（平成13年）1月 - 厚生労働省大臣官房会計課課長補佐[1]
- 2002年（平成14年）8月 - 厚生労働省大臣官房総務課企画官[1][7]
- 2004年（平成16年）7月 - 厚生労働省社会・援護局福祉基盤課福祉人材確保対策官兼厚生労働省社会・援護局福祉基盤課福祉人材確保対策室長[1][7]
- 2005年（平成17年）8月 - 内閣官房内閣参事官[1]
- 2008年（平成20年）7月 - 厚生労働省老健局振興課長[1][7]
- 2010年（平成22年）7月 - 厚生労働省社会・援護局障害保健福祉部障害福祉課長[1][7]
- 2012年（平成24年）9月 - 厚生労働省医政局国立病院課長[1][8]
- 2013年（平成25年）7月 - 厚生労働省医政局総務課長[1][9]
- 2015年（平成27年）9月 - 内閣官房内閣審議官（内閣総務官室）[1][7]
- 2017年（平成29年）7月 - 内閣官房内閣総務官（内閣総務官室）[1][7]
- 2018年（平成30年）7月 - 内閣官房内閣審議官（内閣官房副長官補付）兼厚生労働省大臣官房総括審議官[3]
- 2019年（令和元年）7月 - 厚生労働省大臣官房長[6]
- 2020年（令和2年）8月 - 厚生労働省老健局長[5]
- 2022年（令和4年）6月 - 内閣官房内閣審議官兼デジタル田園都市国家構想実現会議事務局長[4]
- 2023年（令和5年）7月 - 退官
- 2024年（令和6年）4月 - 人事官[11]